# 兵庫県道143号加美八千代線
兵庫県道143号加美八千代線（ひょうごけんどう143ごう かみやちよせん）は、兵庫県多可郡多可町を通る一般県道である。

## 概要
多可郡多可町加美区的場から多可郡多可町八千代区中野間に至る。

### 路線データ
- 起点：多可郡多可町加美区的場（兵庫県道8号加美宍粟線交点）
- 終点：多可郡多可町八千代区中野間（中野間交差点、兵庫県道34号西脇八千代市川線交点）
- 総延長：13.070km

## 地理

### 通過する自治体
- 多可郡多可町

### 交差する道路
| 交差する道路                 | 交差する場所   | 交差する場所        |
| ---------------------------- | -------------- | ------------------- |
| 兵庫県道8号加美宍粟線        | 加美区的場     | 起点                |
| 兵庫県道295号八千代中線      | 八千代区門田   |                     |
| 兵庫県道34号西脇八千代市川線 | 八千代区中野間 | 中野間交差点 / 終点 |

### 沿線
- 八千代郵便局
- 多可町立八千代中学校
- 多可町立八千代小学校